# O ABC do Comunismo
O ABC do Comunismo  (Russo: Азбука коммунизма Azbuka kommunizma) é um livro escrito pela dupla de líderes bolcheviques Nicholai Bukharin e Evgeni Preobrajenski, em 1920. Era a obra de divulgação programática do Partido Comunista da URSS. Foi o primeiro manual marxista para formação política dos comunistas escrita após a Revolução de 1917, onde pela primeira vez várias teses do marxismo haviam sido colocados em prática ou negados. A parte relativa aos princípios do Comunismo de Guerra foi escrita por Preobrajenski.